# 陳耀 (軍事人物)
陳耀（？—1863年9月以前），又名耀要，台灣彰化鹿港人，台灣清治時期軍事人物，在戴潮春事件中招募鄉勇助戰，亦曾率領軍隊參加馬鳴山燕霧堡戰役、嘉寶潭戰役，領有軍功。

## 生平
陳耀是鹿港望族陳慶昌家族成員，舉人陳宗潢長子。雖出身於鹿港望族，但陳耀不喜歡讀書，喜歡打獵，精通武技，槍法也十分准確。因其言行輕佻，眾人皆稱他為「加走耀」。
陳耀原為嘉寶潭（今和美鎮嘉寶里）職員。同治元年（1862年），戴潮春事件爆發，台灣鎮總兵曾玉明招募二十四莊總理，貢生陳捷魁 、廩生李華文、生員陳宗庭、陳耀及和美線延海一帶的泉州人，至鹿港曾玉明大本營領取「義民」白旗，協助官府防堵戴潮春勢力。
同年七月十九日，戴潮春軍隊首領林日成率領鎮北將軍林大用、陳九毋、趙戇等人攻擊彰化和美柑仔井、湳仔莊，嘉寶潭戰役爆發。之後該二莊相繼陷落，起事群眾攻打嘉寶潭，陳耀率領義軍擊退戴軍。
陳耀知道敵戴軍聲勢浩大，便先行準備兵器。他在查某潭（今和美鎮嘉寶里）的別墅之中囤積軍械，募集鄉勇，開挖濠溝、建造碉堡，分紮李厝莊（今嘉寶里東部）作倚角之勢，再邀請湳仔（今和美鎮嘉犁里）的阮姓、柑仔井（今和美鎮柑仔井里）的林姓聯盟一同起兵。
戴潮春知道陳耀是自己的勁敵，便派遣林大用特地從中寮分出一支軍隊攻打陳耀，林姓、阮姓之眾皆被擊潰，二莊遭攻破。陳耀派遣親丁前來鹿港告急；曾玉明軍隊命令蔡廷元偕同葉虎鞭、陳大戇從頂廖莊引兵助戰。
陳耀與戴軍戰鬥了兩天，然皆不敵戴軍，因此退守碉堡；寫信給戴潮春部下陳九武、趙戇，表示自己願意投降。戴潮春軍隊要求陳耀必須先獻出五千金才准許其投降，陳耀表示自己要三天時間籌錢，並約定以先前獻予戴軍的馬匹為信，之後開始豎立紅旗，戴軍停止攻擊。陳耀趕忙叫人來鹿港援助自己軍隊，並索取火藥、鉛彈，又召集三家春義軍陳清泉率領三百人前來援助。之後其命令陳快前往新港召募柯、姚二姓250名壯士，一半幫助陳耀軍隊、一半潛入李厝莊（今在嘉寶里）與鹿港救兵會面。三天後，大部分準備皆已部署完畢，陳軍便將紅旗撤下，再度豎立白旗。戴軍大怒，第二天一早立刻開戰。後陳軍在鹿港會合，從商船扛到四尊大砲，陳軍點燃大炮攻擊戴軍；戴軍閃避不及，遂漸敗退。

## 逝世
陳耀應於戴潮春事件中逝世。紀載戴潮春事件之書籍《戴案紀略》、《戴施兩案紀略》皆無記載其逝世日期，只知同治二年（1863年）九月，林大用因陳耀已逝世，戴軍的勢力又逐漸衰弱，而向曾玉明軍營投降，但戴軍對此表示不滿，因而爆發一場戰役。（詳見中寮線東堡之役）

## 軼事
在戴潮春事件剛爆發時，林、陳、阮三姓立有約文，表示要共同負擔軍費；軍費之事宜由陳耀所統率，約文也交付給陳耀掌管。事件平定後，軍費總計約二十多萬元，林、阮兩姓知道將要分攤此巨款，便招募小偷盜取此約文，導致陳耀家族必須負擔全部軍費。

## 評價
蔡青筠：「 聞之故老云：陳宗潢清才俊逸，書畫皆名於時；一妻七妾，詩酒逍遙，乃皆無所出。陳耀，其螟子也；富貴豪華，不事耕讀事，人頗不之重。詎一旦有警，竟能措置從容，玩賊人於股掌；奠安桑梓，助官救民。雖家產破耗，而其功誠不可沒也；人烏可因器量淺視之哉！又聞當事之起也，甘仔井及查某潭、湳仔適成鼎足之勢；而查某潭尤衝要，為賊所必爭者。蓋查某潭若失守，則彼二處亦均難保。是以林、陳、阮三姓聯盟，共負擔軍費；事由陳耀董率，阮、林皆立有約文，付陳掌執。詎賊至三年始平，軍費計約二十餘萬元；此因彼三姓均意想之外也。迨事平，林、阮知將攤巨款，竟募偷兒潛盜與陳之約書以去；而此條遂為陳之獨當，計亦狡哉！」
蔡青筠：「使非陳耀之勇敢，此戰不捷，則沿海附近之村落必為灰燼，雖鹿港將亦動搖而不能高枕矣。」
吳德功：「當戴逆陷城之時，富戶各自保其身家，抱頭眾竄，莊社甘為焚燒而不顧。陳耀乃紈褲之子，平日不好讀書，只執銃打鳥、試劍為戲，人以其輕俏，群呼為「跳走耀」。至其臨事變、遇仇敵，先時能修葺竹圍，環開濠溝，積聚糧米鉛藥，夜間督勇守御，達旦不寐，及其力戰不支，又能詐降餌敵，再圖守御，世無不服其膽智過人。兵法有云：『知己知彼，百戰百勝。』雖老於行間者，其器識亦不過是也。非然者，賊乘勝長驅，如摧枯捻朽，則北至於溪，西至於海，皆不免蹂躪，吾知鹿港難以高枕而臥矣。」